# Otocelis rubropunctata
Otocelis rubropunctata är en plattmaskart som först beskrevs av Schmidt 1852.  Otocelis rubropunctata ingår i släktet Otocelis och familjen Isodiametridae. Inga underarter finns listade i Catalogue of Life.